# Barbula stenocarpa
Barbula stenocarpa là một loài rêu trong họ Pottiaceae. Loài này được Hampe mô tả khoa học đầu tiên năm 1866.